# Benjamin Gotthold Weiske
Benjamin Gotthold Weiske (* 8. August 1783 in Schulpforte; † 17. Januar 1836 in Leipzig) war ein deutscher Klassischer Philologe, der als Gymnasiallehrer in Lübben, Görlitz und Meißen sowie als außerordentlicher Professor an der Universität Leipzig wirkte.

## Leben
Benjamin Gotthold Weiske war der Sohn des Theologen und Philologen Benjamin Weiske (1748–1809), der ab 1781 an der Landesschule Pforta unterrichtete. Diese Schule besuchte Weiske von 1795 bis 1801; anschließend studierte er Philologie an der Universität Leipzig. Ab 1805 war Weiske im sächsischen Schuldienst tätig: Zuerst als Conrector am Gymnasium in Lübben, dann ab 1808 als Subconrector am Gymnasium in Görlitz, wo er 1809 ebenfalls zum Conrector ernannt wurde. 1810 wechselte er als vierter Professor an die Fürstenschule Meißen, wo er 1814 in die dritte Professur aufrückte.
Aus gesundheitlichen Gründen verließ Weiske 1818 den Schuldienst. Die Universität Leipzig bot ihm eine außerordentliche Professur für Philologie an unter der Bedingung, dass er sich zuvor habilitierte. Das tat Weiske noch im selben Jahr, so dass er zum Wintersemester 1818/19 seine Vorlesungstätigkeit aufnehmen konnte. Er war außerdem in der Antiquarischen Gesellschaft und der Lausitzer Predigergesellschaft tätig. 1830 wurde er zum Direktor des philologischen Seminars ernannt.
In seiner wissenschaftlichen Arbeit beschäftigte sich Weiske vor allem mit der griechischen Literatur. Nach mehreren kleineren Studien zu Einzelfragen verfasste er ein umfangreiches Werk zum Prometheus-Mythos, das nach Weiskes Tod der Leipziger Bibliothekar Hermann Leyser (1811–1843) herausgab.

## Schriften (Auswahl)
- Orationem de Haloneso Demostheni, cui vulgo abjudicatur, vindicat B. G. Weiske. Lübben 1807
- De praepositionibus Graecis. Görlitz 1809
- De hyperbole errorum in historia Philippi, Amyntae filii, commissorum genitrice. 3 Teile, Leipzig 1818ff.
- Prometheus und sein Mythenkreis. Mit Beziehung auf die Geschichte der griechischen Philosophie, Poesie und Kunst. Nach dem Tode des Verfassers herausgegeben von Dr. Herm. Leyser. Leipzig 1842